# Tolosa (Nisa)
Tolosa is een plaats (freguesia) in de Portugese gemeente Nisa en telt 1122 inwoners (2001).